# The Sign
"The Sign" é uma canção pop do grupo sueco Ace of Base, lançada na Europa em 29 de outubro de 1993. O single foi um sucesso internacional, chegando a número dois no Reino Unido e permaneceu por seis semanas não consecutivas como número um na Billboard Hot 100 dos Estados Unidos. Ele foi extraído do álbum de estreia da banda, Happy Nation (intitulado The Sign na América do Norte).
A revista Billboard classificou a música como a nº 1 das paradas do ano de 1994. Na lista das melhores músicas dos 50 anos da parada Billboard Hot 100, a canção ficou na 51ª posição.
A canção foi regravada pela banda The Mountain Goats, e também foi fortemente tocada na final da quinta temporada da sitcom de animação norte-americana American Dad!, "Great Space Roaster". Na série de TV "Três é Demais", a banda fictícia "Girl Talk", liderada pela personagem Stephanie Tanner, faz um cover da canção. A música também é tocada no episódio "Prehistoric Ice Man" da sitcom de animação South Park, e é destaque em 2012 na comédia "A Escolha Perfeita".

## Vídeo musical
Dirigido por Mathias Julin, o videoclipe da canção apresenta o grupo cantando em meio a imagens românticas e divertidas; "The Sign" ("O Sinal" em português) é representado por dois símbolo da escrita egípcia: o ankh (também conhecida como chave da vida ou cruz ansada) e o djed (símbolo que representa estabilidade).
Em meio às imagens há uma pequena história de um homem e uma mulher sentados lado a lado, até que o homem, aparentemente, abandona a mulher. No entanto, ele volta com uma rosa e oferece à mulher . A mulher graciosamente aceita e segura a mão dele. No entanto, uma luz forte brilha no rosto da mulher, puxando-a para longe , abandonando o homem e soltando a rosa na cadeira.
O vídeo foi lançado em cinco edições diferentes em vários países. Nos Estados Unidos, o vídeo original foi reeditado, mudando algumas cenas com a vocalista Jenny em primeiro plano de preto e branco para colorido. Outras versões mostram mais cenas do grupo cantando de costas uns para os outros, formando um círculo; bem como mais cenas da vocalista Linn cantando seus refrões solos em tomadas em preto e branco.

## Formatos
CD single – Austrália
1. "The Sign" – 3:11
2. "The Sign" (Long Version) – 4:43

CD single – Alemanha
1. "The Sign" (The Remix) – 5:40
2. "The Sign" (Ultimix) – 6:49
3. "The Sign" (Dub Version) – 5:10

CD single – Japão
1. "The Sign" – 3:11
2. "Young And Proud" – 3:56

CD single – Reino Unido
1. "The Sign" – 3:11
2. "The Sign" (Long Version) – 4:43
3. "The Sign" (Dub Version) – 5:10

CD single – Estados Unidos
1. "The Sign" (Ultimix) – 6:49
2. "The Sign" – 3:11
3. "Young And Proud" – 3:56
4. "Happy Nation" (12" Version) – 6:40

CD maxi – França
1. "The Sign" (Radio Edit) – 3:09
2. "The Sign" (Long Version) – 4:43
3. "The Sign" (Dub Version) – 5:10

7" single – França
1. "The Sign" (Radio Edit) – 3:09
2. "The Sign" (Long Version) – 4:43

## Créditos
- Vocais de Linn Berggren, Jenny Berggren e Jonas Berggren
- Backing Vocal de Jenny Berggren, Linn Berggren, Jonas Berggren e Douglas Carr
- Letra de Jonas Berggren
- Produzida por Denniz Pop, Douglas Carr e Jonas Berggren
- Gravada nos estúdios Cheiron